# Бусурин, Станислав Андреевич
Станислав Андреевич Бусурин (род. 1 марта  1938 года, город Кинешма, Ивановская область) — заслуженный тренер России, мастер спорта СССР по лыжным гонкам. Почётный гражданин города Кинешмы присвоено за долголетнюю, плодотворную работу, большой вклад в развитие физической культуры и спорта на территории Кинешмы, патриотическое воспитание подрастающего поколения решением Кинешемской городской Думы № 66/621 от 27 мая 2009 года. Почетный член Федерации спортивного ориентирования России.

## Биография
Вся жизнь Станислава Андреевича связана со спортом. Активно занимался лыжами. Окончил Высшую школу тренеров г. Малаховка. Начал свою профессиональную деятельность в спорте в 1960 году. Работал тренером по лыжам на фабрике «Красная ветка» в городе Кинешме Ивановской области. С 1988 года работает старшим тренером-преподавателем по спортивному ориентированию в Кинешемском филиале Ивановской СДЮСШОР № 3 по спортивному ориентированию при Ивановском областном совете профсоюзов. Общий стаж преподавательской работы составляет около 50 лет. За время работы в спортшколе Станислав Андреевич Бусурин подготовил несколько мастеров спорта, более десяти КМС, десятки перворазрядников и спортсменов массовых разрядов. Среди них — 7-ми кратный Чемпион Мира по спортивному ориентированию на лыжах Андрей Груздев — Заслуженный мастер спорта России, член национальной сборной по зимнему ориентированию, призёр многих международных соревнований; мастер спорта России, член юниорской национальной сборной Дмитрий Вагурин; мастер спорта Сергей Панов – чемпион России, занявший 6 место в чемпионате мира среди юниоров; мастер спорта Дмитрий Дубов – победитель первенства России.

## Награды и звания
- Заслуженный тренер России

- Мастер спорта СССР по лыжным гонкам

- Почётный гражданин города Кинешмы (2009)